# Rejon ochocki
Rejon ochocki (ros. Охо́тский райо́н) – jeden z 17 rejonów w Kraju Chabarowskim na Rosyjskim Dalekim Wschodzie. Znajduje się w północnej części Kraju, na wybrzeżu Morza Ochockiego. Powierzchnia wynosi 162 830 km². Stolicą jest Ochock, w którym mieszka 54% populacji rejonu.
Rejon ochocki systematycznie wyludnia się. W 1959 roku zamieszkany był przez 28 370 osób, w 1970 przez 22 099 osób, w 1989 przez 19 183 osoby, w 2002 przez 12 017, a w 2010 przez 8197 osób. Populację w 2018 roku szacuje się na 6527 osób.